# Gesamtministerium Heldt II
Das Gesamtministerium Heldt II bildete vom 11. Januar bis 30. Juni 1927 die Landesregierung von Sachsen.

## Abstimmung in Landtag
Nach der Landtagswahl am 31. Oktober 1926 trat der Landtag erstmals im November 1926 zusammen. Bei der zweiten Sitzung des Landtages am 30. November schlug die SPD-Fraktion Hermann Fleißner, einen ehemaligen Minister, als Kandidaten vor. Die Kommunisten traten dem Wahlvorschlag bei. Von den anderen Fraktionen wurde nicht explizit ein Wahlvorschlag unterbreitet. Anders als heute in Sachsen üblich, wurden Kandidaten damals händisch auf dem Wahlzettel notiert. Entsprechend kommt es zu einer Vielzahl an notierten Namen. Die Wahl erfolgte geheim. Entsprechend sind die genannten Parteien nur Orientierungsmarken. Meistenfalls (im Falle der Kandidaten Hofmann, Blüher, Kaiser, Heldt und von Fumetti) entspricht die Zahl der auf sie entfallenen Stimmen der Zahl der Mitglieder ihrer Fraktion. Dem Vorschlag Hermann Fleißner fehlt von SPD und KPD eine Stimmen. Beim ersten Wahlgang fehlte ein Abgeordneter.
| Wahlgang                                                                                  | Kandidat | Kandidat           | Stimmenzahl | Anteil | Parteizugehörigkeit/Unterstützer | Parteizugehörigkeit/Unterstützer | Parteizugehörigkeit/Unterstützer |
| ----------------------------------------------------------------------------------------- | -------- | ------------------ | ----------- | ------ | -------------------------------- | -------------------------------- | -------------------------------- |
| 1. Wahlgang                                                                               |          | Hermann Fleißner   | 44          | 45,8 % |                                  |                                  | SPD, KPD                         |
| 1. Wahlgang                                                                               |          | Johannes Hofmann   | 14          | 14,6 % |                                  |                                  | DNVP                             |
| 1. Wahlgang                                                                               |          | Bernhard Blüher    | 12          | 12,5 % |                                  |                                  | DVP                              |
| 1. Wahlgang                                                                               |          | Hermann Kaiser     | 10          | 10,4 % |                                  |                                  | WP                               |
| 1. Wahlgang                                                                               |          | Richard Seyfert    | 4           | 4,2 %  |                                  |                                  | DDP                              |
| 1. Wahlgang                                                                               |          | Max Heldt          | 4           | 4,2 %  |                                  |                                  | ASPS                             |
| 1. Wahlgang                                                                               |          | Arthur von Fumetti | 4           | 4,2 %  |                                  |                                  | VRP                              |
| 1. Wahlgang                                                                               |          | Robert Wirth       | 1           | 1,0 %  |                                  |                                  | ASPS                             |
| 1. Wahlgang                                                                               |          | Hellmuth von Mücke | 1           | 1,0 %  |                                  |                                  | NSFB                             |
| 1. Wahlgang                                                                               |          | Fritz Tittmann     | 1           | 1,0 %  |                                  |                                  | NSFB                             |
| 1. Wahlgang                                                                               |          | Nichtteilnahme     | 1           | 1,0 %  | Person ist nicht bekannt.        | Person ist nicht bekannt.        | Person ist nicht bekannt.        |
| Kein Ministerpräsident gewählt. Gesamtministerium Heldt I bleibt geschäftsführend im Amt. |          |                    |             |        |                                  |                                  |                                  |

Ein zweiter Wahlgang fand am 7. Dezember 1926 statt. Abermals konnten sich die bürgerlichen Parteien nicht auf einen gemeinsamen Kandidaten einigen, verhinderten aber eine potentielle sozialistisch-kommunistische Minderheitskoalition. Wie bereits beim ersten Wahlgang gab es mit Hermann Fleißner nur einen vorher angekündigten Kandidaten. Auch am 7. Dezember 1926 nahm ein Abgeordneter nicht teil. Auf Abgeordnete der VRP und des NSFB entfielen keine Stimmen mehr. Dafür erhielt Hermann Kaiser (WP) sechs Stimmen mehr, als seine Fraktion.
| Wahlgang                                                                                  | Kandidat | Kandidat         | Stimmenzahl | Anteil | Parteizugehörigkeit/Unterstützer | Parteizugehörigkeit/Unterstützer | Parteizugehörigkeit/Unterstützer |
| ----------------------------------------------------------------------------------------- | -------- | ---------------- | ----------- | ------ | -------------------------------- | -------------------------------- | -------------------------------- |
| 2. Wahlgang                                                                               |          | Hermann Fleißner | 44          | 45,8 % |                                  |                                  | SPD, KPD                         |
| 2. Wahlgang                                                                               |          | Johannes Hofmann | 14          | 14,6 % |                                  |                                  | DNVP                             |
| 2. Wahlgang                                                                               |          | Hermann Kaiser   | 16          | 16,7 % |                                  |                                  | WP                               |
| 2. Wahlgang                                                                               |          | Bernhard Blüher  | 12          | 12,5 % |                                  |                                  | DVP                              |
| 2. Wahlgang                                                                               |          | Richard Seyfert  | 5           | 5,2 %  |                                  |                                  | DDP                              |
| 2. Wahlgang                                                                               |          | Max Heldt        | 4           | 4,2 %  |                                  |                                  | ASPS                             |
| 2. Wahlgang                                                                               |          | Nichtteilnahme   | 1           | 1,0 %  | Person ist nicht bekannt.        | Person ist nicht bekannt.        | Person ist nicht bekannt.        |
| Kein Ministerpräsident gewählt. Gesamtministerium Heldt I bleibt geschäftsführend im Amt. |          |                  |             |        |                                  |                                  |                                  |

Bevor am 14. Dezember ein dritter Wahlgang durchgeführt werden sollte, brachte die KPD einen Misstrauensantrag gegen das bereits seit der Landtagskonstituierung nur noch geschäftsführende Gesamtministerium Heldt I ein, das aber mit 46 Stimmen knapp abgelehnt wurde.  Da die Verfassung festlegte, dass zwischen Rücktritt der Regierung und Wahl des Ministerpräsidenten die bisherigen Minister die Geschäfte weiter führen, wäre selbst bei einer Mehrheit keine Konsequenz gefolgt. Die eigentlich aufgesetzten Tagesordnungspunkte Wahl und Vereidigung des Ministerpräsidenten wurden nach entsprechendem gemeinsamem Antrag der DNVP, der DVP, der WP, der DDP, der Nationalsozialisten, der ASPS und der VRP abgesetzt und sollten erst am oder nach dem 11. Januar 1927 erneut aufgesetzt werden.
In der 6. Sitzung des Landtages am 11. Januar 1927 wurde ein dritter Wahlgang durchgeführt. Das Ergebnis ist wie folgt aufgelistet:
| Wahlgang                                                                                  | Kandidat | Kandidat                                     | Stimmenzahl | Anteil | Parteizugehörigkeit/Unterstützer | Parteizugehörigkeit/Unterstützer | Parteizugehörigkeit/Unterstützer |
| ----------------------------------------------------------------------------------------- | -------- | -------------------------------------------- | ----------- | ------ | -------------------------------- | -------------------------------- | -------------------------------- |
| 3. Wahlgang                                                                               |          | Hermann Fleißner                             | 45          | 46,9 % |                                  |                                  | SPD, KPD                         |
| 3. Wahlgang                                                                               |          | Max Heldt                                    | 31          | 32,3 % |                                  |                                  | DVP, ASPS und weitere            |
| 3. Wahlgang                                                                               |          | Friedrich Krug von Nidda und von Falkenstein | 14          | 14,6 % |                                  |                                  | DNVP                             |
| 3. Wahlgang                                                                               |          | leere Stimmzettel                            | 4           | 4,2 %  | Personen sind nicht bekannt.     | Personen sind nicht bekannt.     | Personen sind nicht bekannt.     |
| 3. Wahlgang                                                                               |          | Nichtteilnahme                               | 2           | 2,1 %  | Personen sind nicht bekannt.     | Personen sind nicht bekannt.     | Personen sind nicht bekannt.     |
| Kein Ministerpräsident gewählt. Gesamtministerium Heldt I bleibt geschäftsführend im Amt. |          |                                              |             |        |                                  |                                  |                                  |

Auf Antrag der Aufwertungspartei wurde die Landtagssitzung an dieser Stelle abgebrochen und die 7. Sitzung des Landtags am selben Tag drei Stunden später einberufen. In dieser Sitzung wurde Ministerpräsident Heldt schließlich wieder gewählt und vereidigt. Das Ergebnis ist folgend dargestellt:
| Wahlgang                                                                                | Kandidat | Kandidat          | Stimmenzahl | Anteil | Unterstützer               | Unterstützer               | Unterstützer               | Unterstützer               | Unterstützer               | Unterstützer               | Unterstützer                  |
| --------------------------------------------------------------------------------------- | -------- | ----------------- | ----------- | ------ | -------------------------- | -------------------------- | -------------------------- | -------------------------- | -------------------------- | -------------------------- | ----------------------------- |
| 4. Wahlgang                                                                             |          | Max Heldt         | 49          | 51,0 % |                            |                            |                            |                            |                            |                            | DNVP, DVP, WP, DDP, VRP, ASPS |
| 4. Wahlgang                                                                             |          | Hermann Fleißner  | 45          | 46,9 % |                            |                            |                            |                            |                            |                            | SPD, KPD                      |
| 4. Wahlgang                                                                             |          | leere Stimmzettel | 2           | 2,1 %  | angekündigt durch die NSFB | angekündigt durch die NSFB | angekündigt durch die NSFB | angekündigt durch die NSFB | angekündigt durch die NSFB | angekündigt durch die NSFB | angekündigt durch die NSFB    |
| Max Heldt als Ministerpräsident wiedergewählt. Heldt bildet Gesamtministerium Heldt II. |          |                   |             |        |                            |                            |                            |                            |                            |                            |                               |

Bei der Vereidigung des Ministerpräsidenten Heldt verließ die sozialdemokratische Fraktion den Saal. Die KPD kündigte an, einen Misstrauensantrag stellen zu wollen. Dieser erhielt in der Sitzung am 20. Januar 1927 keine Mehrheit.

## Mitglieder des Gesamtministeriums
Das Gesamtministerium wurde durch Ministerpräsidenten Heldt am 13. Januar 1927 besetzt. Bis dahin führten die Minister des Gesamtministeriums Heldt I für zwei Tage die Geschäfte.
| Amt                                                        | Bild                                              | Name                                | Partei | Partei |
| ---------------------------------------------------------- | ------------------------------------------------- | ----------------------------------- | ------ | ------ |
| Ministerpräsident                                          |                                                   | Max Heldt                           |        | ASPS   |
| Stellvertreter des Ministerpräsidenten Minister des Innern |                                                   | Julius Dehne (bis 15. Februar 1927) |        | DDP    |
| Stellvertreter des Ministerpräsidenten Minister des Innern | Amt zwischen 15. Februar und 5. März 1927 vakant. |                                     |        |        |
| Stellvertreter des Ministerpräsidenten Minister des Innern |                                                   | Willibalt Apelt (ab 5. März 1927)   |        | DDP    |
| Finanzminister                                             |                                                   | Hugo Weber                          |        | WP     |
| Minister der Justiz                                        |                                                   | Wilhelm Bünger                      |        | DVP    |
| Wirtschaftsminister                                        |                                                   | Walter Woldemar Wilhelm             |        | WP     |
| Arbeits- und Wohlfahrtsminister                            |                                                   | Georg Elsner                        |        | ASPS   |
| Minister für Volksbildung                                  |                                                   | Friedrich Kaiser                    |        | DVP    |

## Belege
1. ↑  DFG-Viewer. Abgerufen am 9. Juni 2025.
2. ↑  DFG-Viewer. Abgerufen am 9. Juni 2025.
3. ↑  DFG-Viewer. Abgerufen am 9. Juni 2025.
4. ↑  DFG-Viewer. Abgerufen am 9. Juni 2025.
5. ↑  DFG-Viewer. Abgerufen am 9. Juni 2025.
6. ↑  DFG-Viewer. Abgerufen am 9. Juni 2025.
7. ↑  DFG-Viewer. Abgerufen am 9. Juni 2025.